# مكلارين 570 إس
مكلارين 570 إس هي سيارة رياضية من تصميم وتصنيع شركة مكلارين البريطانية، تم الكشف عنها في معرض نيويورك الدولي للسيارات 2015.